# Aféresis (medicina)

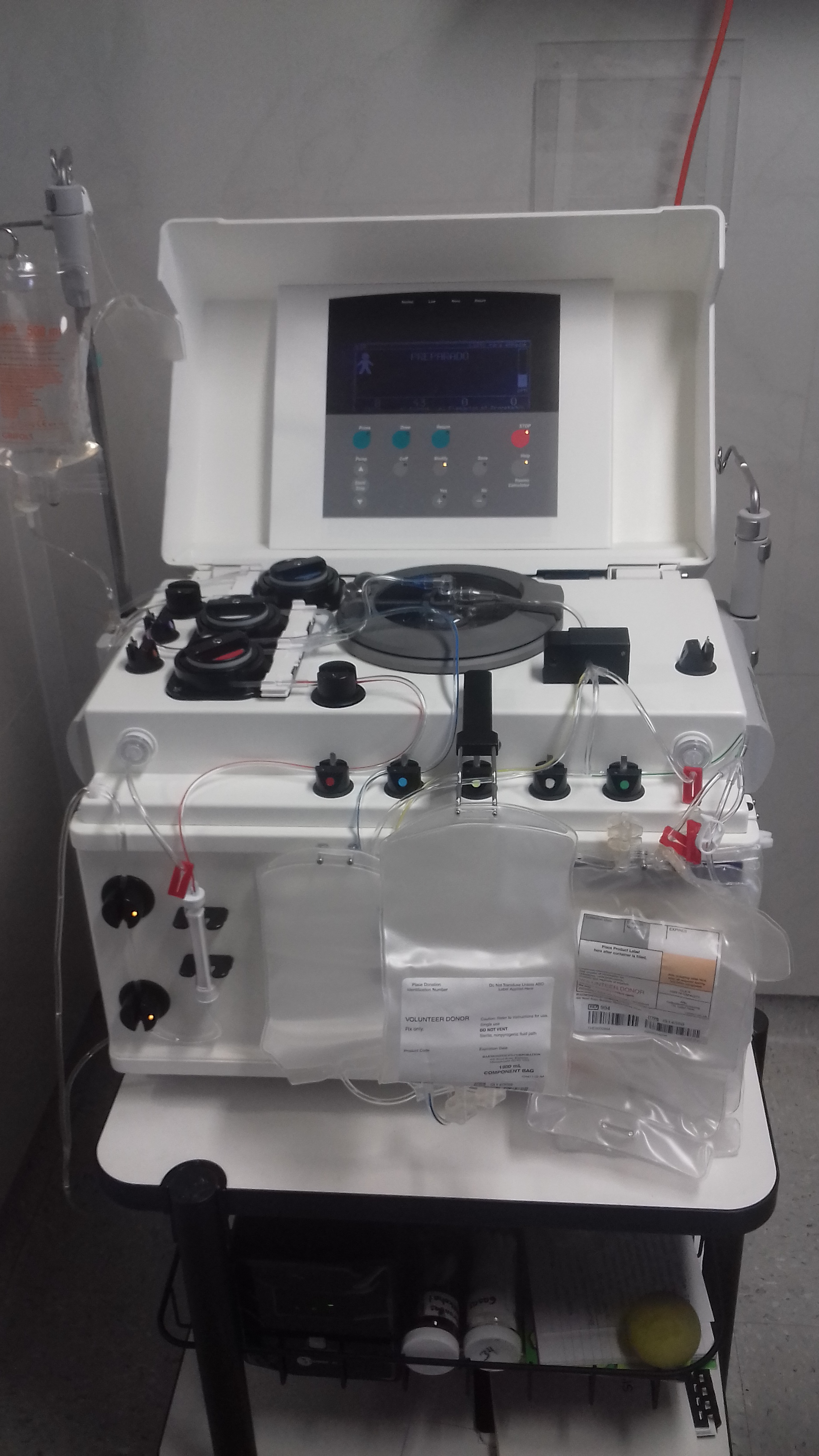
Máquina para realizar aféresis, en el Hospital de Zona n.º 1 del IMSS en Aguascalientes

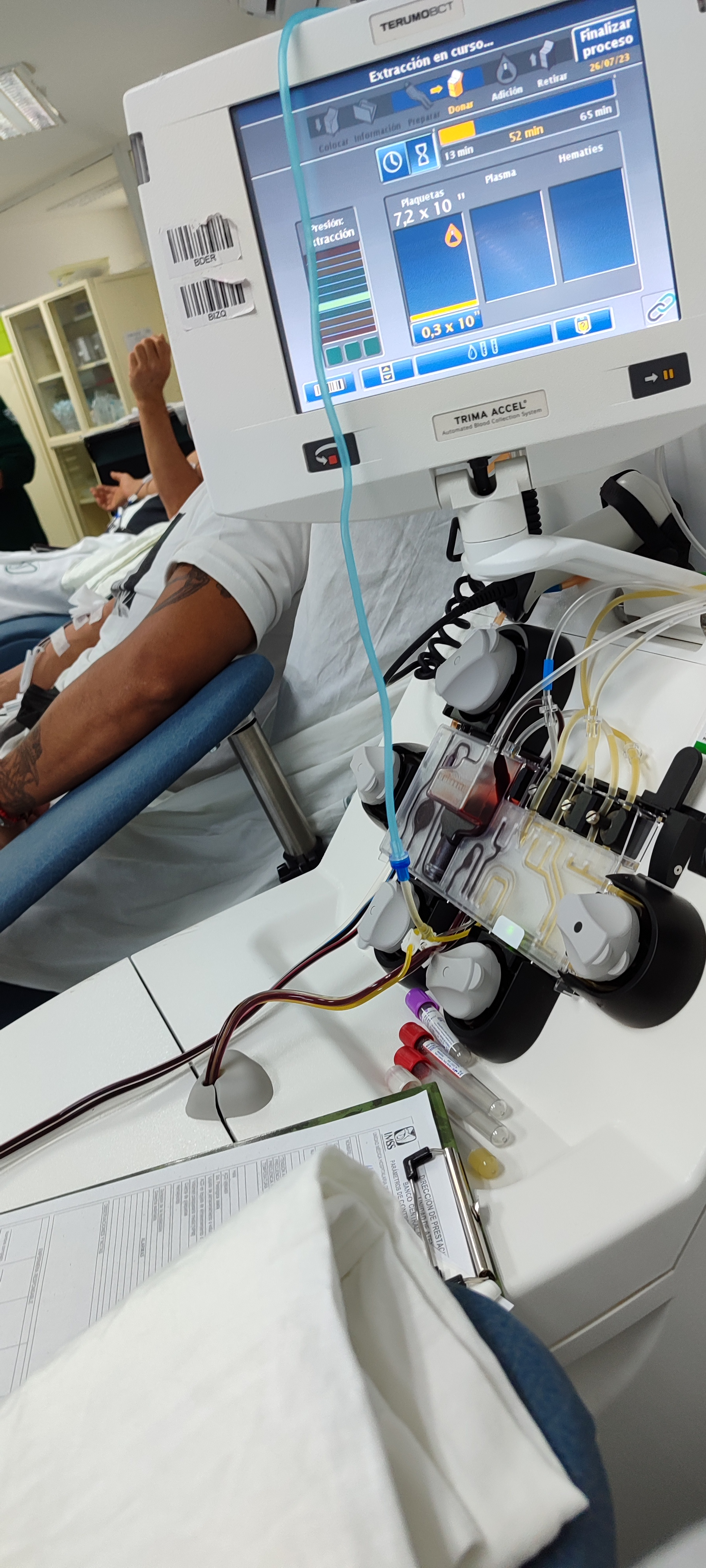
Máquina durante proceso de donación de plaquetas realizando aféresis

La aféresis es la técnica mediante la cual se separan los componentes de la sangre, siendo seleccionados los necesarios para su aplicación en medicina y devueltos al torrente sanguíneo el resto de componentes.

## Finalidad
La finalidad de la aféresis es la extracción de un componente sanguíneo específico, ya sea para su uso en una transfusión o como parte del tratamiento de ciertas enfermedades que requieren la eliminación de componentes patológicos de la sangre.

## Descripción del proceso

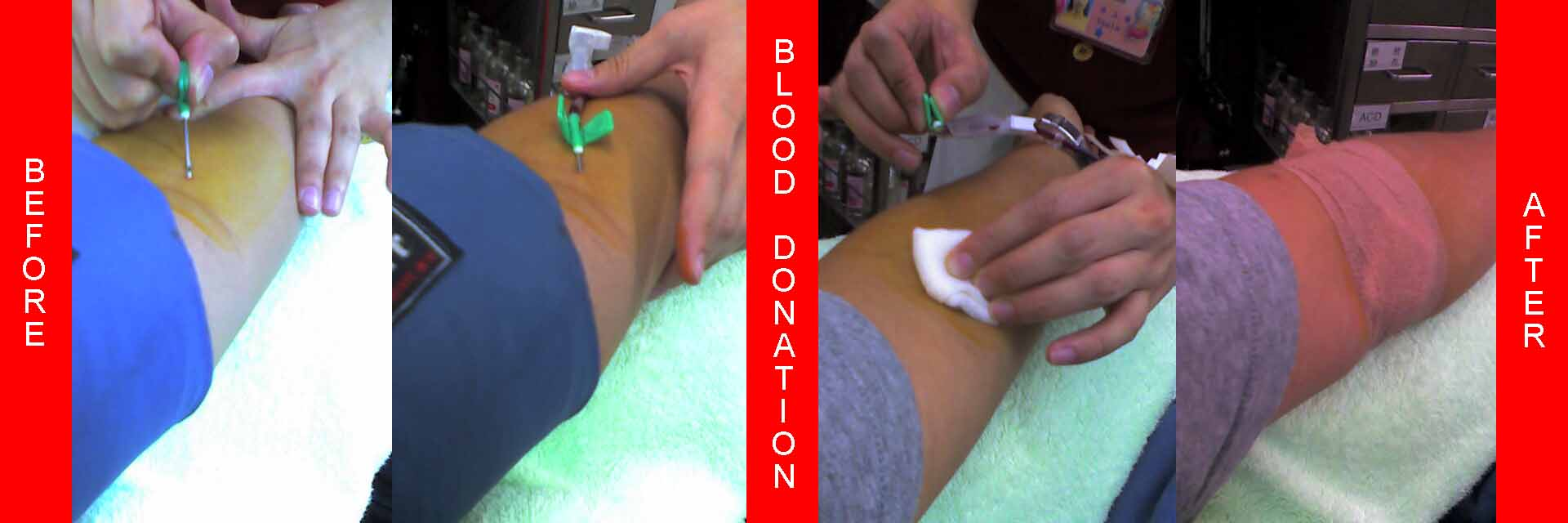
Aféresis: proceso de recolección de componentes sanguíneos

El procedimiento de la aféresis consiste en conectar al donante o paciente a través de uno o dos accesos por vía venosa a una máquina separadora de células (glóbulos rojos, glóbulos blancos y plaquetas), utilizando un sistema de bolsas y tubos de recolección estériles. La sangre es conducida al separador celular, donde se procesa y se selecciona el componente sanguíneo deseado, mientras que el resto de la sangre se devuelve al paciente o donante. Según el tipo de máquina utilizada y el producto que se desea obtener, el procedimiento puede durar entre 30 minutos y dos horas.
Los criterios de selección del donante son los mismos que los establecidos para la donación de sangre. Este procedimiento se lleva a cabo bajo la supervisión del personal médico del banco de sangre, y en algunos casos por personal de enfermería o tecnólogos médicos con experiencia en este tipo de recolección.
Durante la aféresis, se realizan controles periódicos del pulso, la tensión arterial y el estado general del donante o paciente para garantizar su seguridad.

## Efectos secundarios
- Durante las aféresis, los efectos secundarios más frecuentes son los calambres musculares, especialmente la sensación de hormigueo en los labios, que se solucionan fácilmente suministrando calcio.
- Otros efectos secundarios, menos frecuentes, incluyen hipotensión debido a la circulación extracorpórea, malestar general o síncope.